# EMD GP39-2
L'EMD GP39-2 est un modèle de locomotive diesel construite par General Motors Electro-Motive Division entre 1974 et 1984. 239 exemplaires de cette locomotive ont été construits pour les chemins de fer d'Amérique du Nord. Faisant partie de la ligne EMD Dash 2, le GP39-2 est une version améliorée du GP39. La puissance de la locomotive est fournie par un moteur turbocompressé diesel de 12 cylindres EMD 645E3, d'une puissance de 2 300 ch (1 720 kW).
Contrairement au GP39 original, qui s'est vendu à seulement 23 exemplaires et auquel les compagnies ont préféré le GP38 pour la fiabilité de son moteur non-turbo chargé, les ventes du GP39-2 ont été raisonnablement satisfaisantes, du fait de sa moindre consommation de carburant par rapport au GP38-2 (du fait de la crise pétrolière des années 1970) et sa meilleure performance en altitude.

## Acheteurs originaux
Le GP39-2 est vendu originellement à cinq compagnies de chemin de fer et deux opérateurs industriels :
| Chemin de fer                         | Quantité | Numéros                    |
| ------------------------------------- | -------- | -------------------------- |
| Atchison, Topeka and Santa Fe Railway | 106      | 3600-3705                  |
| Burlington Northern Railroad          | 40       | 2700-2739                  |
| Delaware and Hudson Railway           | 20       | 7601-7620                  |
| Kennecott Utah Copper Corporation     | 32       | 1-3, 705-711, 779-799, 905 |
| Missouri-Kansas-Texas Railroad        | 20       | 360-379                    |
| Phelps Dodge Corporation              | 1        | 33                         |
| Reading Railroad                      | 20       | 3401-3420                  |